# 조지 프랜시스 피츠제럴드
조지 프랜시스 피츠제럴드(George Francis FitzGerald, 1851년 8월 3일~1901년 2월 22일)는 1881년부터 1901년까지 트리니티 칼리지 더블린(TCD)에서 자연 및 실험 철학의 에라스무스 스미스 교수로 재직한 아일랜드 학자이자 물리학자이다.
피츠제럴드는 전자기 이론과 알베르트 아인슈타인의 특수 상대성 이론의 중요한 부분이 된 로렌츠-피츠제럴드 수축으로 잘 알려져 있다. 달의 이면에 있는 분화구와 TCD 건물의 하나가 그의 이름을 따서 명명되었다.

## 물리학에서의 삶과 일
피츠제럴드는 1851년 8월 3일 더블린의 Lower Mount Street 19번지에서 윌리엄 피츠제럴드 목사와 그의 아내 앤느 프랜시스 스토니 (조지 존스톤 스토니와 빈든 블러드 스토니의 누이) 사이에서 태어났다. 삼위일체 도덕 철학 교수이자 St Anne 's, Dawson Street의 대리자(vicar)인 윌리엄 피츠제럴드는 아들이 태어날 때인 1857 년, Cork, Cloyne 및 Ross의 주교로 임명되었는데 1862 년에 Killaloe 및 Clonfert로 이직(translation)하였다. 조지 피츠제럴드는 더블린으로 돌아와 16세에 학생으로 트리니티 칼리지 더블린(TCD)에 입학하여 1870년에 장학금을 받고 1871년에 수학과 실험 과학을 전공하여 졸업했다. 그는 1877년 트리니티 칼리지의 펠로우가 되었고 1881년 자연 및 실험 철학 에라스무스 스미스 교수가 되어 남은 생애 기간 동안 이곳에서 재직하였다.
피츠제럴드는 올리버 로지, 올리버 헤비사이드 및 하인리히 헤르츠와 함께 1870년대 후반과 1880년대에 제임스 클러크 맥스웰의 전자기장에 대한 수학 이론을 수정, 확장, 설명 및 확인한 "Maxwellians" 그룹의 주요 인물이었다.
1883년 맥스웰 방정식에 따라 피츠제럴드는 빠르게 진동하는 전류에 의하여 전자기파를 생성하는 장치를 처음으로 제안했는데, 이러한 전자기파 현상은 1888년 독일 물리학자 하인리히 헤르츠에 의해 실험적으로 최초로 그 존재가 밝혀졌다.
1883년에 그는 왕립학회 회원으로 선출되었다. 1899년 이론물리학 연구로 왕실 훈장을 받았다. 1900년에 그는 에든버러 왕립학회의 명예 회원이 되었다.
피츠제럴드는 짧은 생애 동안 다수의 소화 장애를 겪었다. 그는 위장 장애로 큰 고통을 겪었는데 1901년 2월 21일 천공된 궤양에 대한 수술 직후 더블린 7 Ely Place에 있는 그의 집에서 사망하여 마운트 제롬 묘지에 묻혔다.

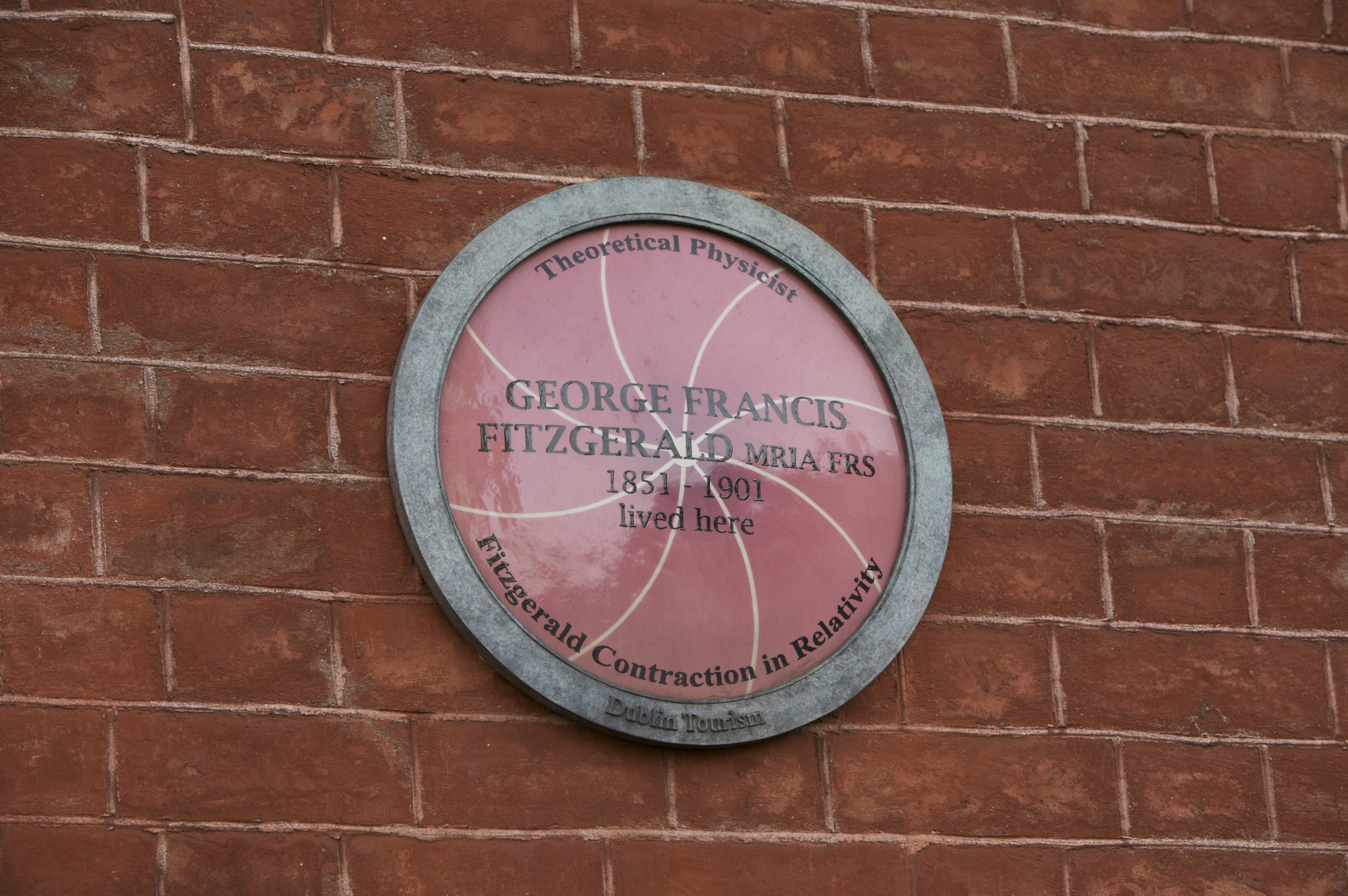
피츠제럴드가 살았던 더블린 7 Ely Place의 명판

## 길이 수축
피츠제럴드는 학술지 사이언스의 편집자에게 보낸 짧은 서신인 《에테르와 지구의 대기》에서 주장한 그의 추측으로 더 잘 알려져 있는데, 그는 여기서 "모든 움직이는 물체가 운동 방향으로 축소되면 마이켈슨-몰리 실험의 기이한 0의 결과를 설명할 수 있다"고 주장하였다. 피츠제럴드는 이 아이디어의 기초를, 전자기력이 움직임에 의해 영향을 받는 것으로 알려진 방식에 일부 두고 있다. 특히, 피츠제럴드는 그의 친구인 전기 공학자 올리버 헤비사이드가 얼마 전에 도출한 몇 가지 방정식을 사용했다. 네덜란드의 물리학자 헨드릭 로렌츠는 1892년에 매우 유사한 아이디어를 생각해냈고 그의 전자 이론과 관련하여 로렌츠 변환으로 이를 더욱 완전하게 발전시켰다.
로렌츠-피츠제럴드 수축 (또는 피츠제럴드-로렌츠 수축) 가설은 알베르트 아인슈타인이 1905년에 발표한 특수 상대성 이론의 필수 부분이 되었다. 그는 상대성 원리와 빛의 속도의 불변성에서 이를 도출하여 이 효과의 운동학적 특성을 설명했다.

## 가족
피츠제럴드는 1885년 12월 21일에 트리니티 칼리지 더블린(TCD) 학장이자 목사인 존 히위트 젤러트와, 도로테아 모리스 모르간의 딸인 해리에트 매리와 결혼했다. 피츠제럴드 부부는 세 아들과 다섯 딸의 여덟 자녀를 두었다.
피츠제럴드는 "전자"(electron)라는 용어를 만든 아일랜드 물리학자 조지 존스톤 스토니의 조카였다. 1896년 조지프 톰슨과 발터 카우프만이 이 입자를 발견한 후, 피츠제럴드도 이 입자를 전자라고 부를 것을 제안한 여러 명의 하나였다. 피츠제럴드는 저명한 아일랜드 엔지니어인 빈던 블러드 스토니의 조카이기도 했다. 그의 사촌은 선구적인 여성 의학 물리학자인 에디스 앤느 스토니였다.

## 비행 실험

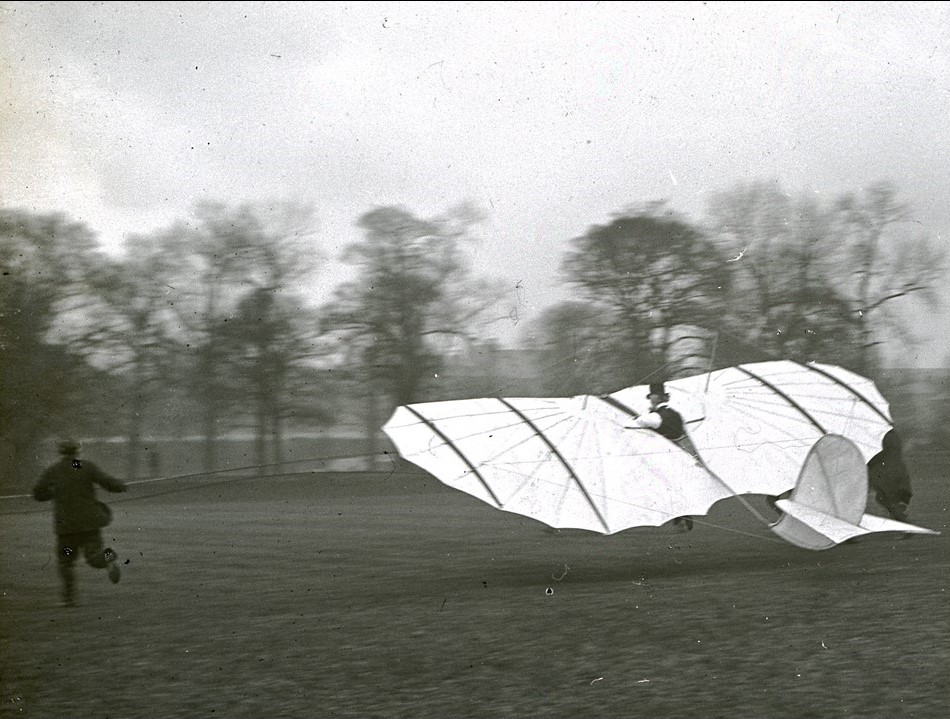
1895년 칼리지 파크에서 비행 중인 조지 프란시스 피츠제럴드.

피츠제럴드는 19세기 말에 다른 사람들과 마찬가지로 날고 싶은 욕구에 사로잡혔다. 1895년 더블린 트리니티 칼리지의 칼리지 파크에서 이루어진 그의 시도에서는 오토 릴리엔탈 글라이더에 부착된 견인 로프를 당기는 많은 학생들이 관련되어 있었고, 이러한 시도는 나소 스트리트 난간 너머 더블린 사람들의 관심을 끌었다. 피츠제럴드는 이때에 코트를 벗었지만 당시 동료들의 일반적인 헤드 기어였던 톱 햇 모자는 쓰고 있었다. 실험은 성공하지 못했고 결국 포기되었다. 비행 기계는 박물관 건물에 수년 동안 매달려 있었는데, 어떤 심심한 공학도가 매달려 있는 견인 줄에 성냥으로 불을 붙였고 화염이 줄을 따라 이동하여 글라이더를 어쩌지 못하는 구경꾼들이 보는 앞에서 태워 버렸다.

## 서지
- Jarret, Philip. "Soaring Inspiration: Otto Lilienthal's Influence in Britain". Air Enthusiast, No. 65, September–October 1996, pp. 2–7. ISSN 0143-5450.